# Грузский сельский совет
Грузский сельский совет (укр. Грузька сільська рада) — входит в состав
Криворожского района
Днепропетровской области
Украины.
Административный центр сельского совета находится в 
с. Грузское.

## Населённые пункты совета
- с. Грузское
- с. Анастасовка
- с. Новолозоватка
- с. Терновка